# Коробейников, Иван Терентьевич
Иван Терентьевич Коробейников (15 апреля 1908, Острова, Оренбургская губерния — 2 марта 1975, Острова, Курганская область) — русский советский писатель, педагог.

## Биография
Родился 15 апреля 1908 года в селе Острова Кислянской волости Челябинского уезда Оренбургской губернии (в дальнейшем и до 2022 года Островской сельсовет Юргамышского района Курганской области).
Умел читать с 5 лет. Осенью 1916 года пошел в первый класс Островской трехклассной церковно-приходской школы. В 1919 году окончил начальную школу. Через год поступил в 4-й класс Кислянской народной школы. В 1921 году оставил её.
Весной 1922 года принят помощником-переплетчиком секретаря Островского сельского совета. Осенью 1922 года переехал к старшему брату Михаилу, работавшему в торговой сети на ст. Исилькуль. Там поступил в 6-й класс Исилькульской девятилетки. Проучился два года, осенью 1924 года перевелся в Челябинскую центральную девятилетку, переехав к брату Николаю, служившему сверхсрочную в рядах Красной Армии. В старших классах принимал участие в рукописном журнале. Школу окончил в 1926 году.
Встал на учет Челябинской биржи труда в порядке второй тысячи. Подрабатывал тем, что для Челябинского окрпотребсоюза иллюстрировал стенную газету, рисовал на стекле диапозитивы для световой газет, к праздничным дням писал лозунги. Зимой поступил на частные счетно-бухгалтерские курсы, открытые бухгалтером промышленного отдела Челябинского окрисполкома Широжуховым. Весной 1927 года принят на работу в промышленный отдел на должность младшего счетовода. Проработал четыре месяца. 25 августа 1927 года заболел, обнаружили признаки туберкулеза легких и после 4-х месяцев лечения переведён на инвалидность по первой группе. Весной 1928 года привезён в Острова в дом родителей.
Работал избачем Островской избы-читальни. В 1935 году зачислен на заочное отделение Брюсовского института культуры, параллельно учился в институте иностранных языков. Находился в почётном карауле у гроба Максима Горького, до конца жизни считал себя его учеником. На одной из сессий летом 1936 года состояние здоровья ухудшилось настолько, что И. Т. Коробейников прекратил учение.
В сентябре 1937 года перешёл на учительскую работу. В 1939 году экстерном сдал методики и был аттестован как учитель начальных классов. В 1941 году у Ивана Терентьевича снова открылся туберкулезный процесс и он ушёл из школы. Работал в кустарно-промысловой артели «Леспром» сначала культурником, затем заместителем председателя по культмассовой работе и кадрам. Проработал всю войну.
С 1945 года — член ВКП(б), c 1952 года — КПСС. В 1946 году избран секретарем Островской территориальной партийной организации, которым был, за вычетом нескольких лет, до 1956 года. Все эти годы до 1967 — пропагандист.
С 1946 работал снова в начальной школе, затем организовал вечерние классы рабочей молодежи, на базе которых в 1949 году открыта семилетняя школа, а И. Т. Коробейников стал её первым директором.
В 1953 году работал в сельской библиотеке.
С 1958 года — член Союза писателей СССР. Стоял у истоков создания в 1965 году Курганской областной писательской организации.
Был делегатом первого учредительного и второго съездов Союза писателей РСФСР.
Умер 2 марта 1975 года в деревне Острова Островского сельсовета Юргамышского района Курганской области. Похоронен на сельском кладбище в деревне Острова Островского сельсовета Юргамышского района Курганской области.

## Творчество
Отличное знание жизни деревни конца двадцатых годов, живой и темпераментный диалог, хороший юмор, умение нарисовать портрет одним-двумя штрихами, пейзаж Зауралья — всё это помогло И. Т. Коробейникову в создании своего основного произведения — романа «Голубая Елань». По горячим следам была написана повесть о становлении колхоза — «В семью». По совету поэта-земляка Я. Т. Вохменцева исписанные 500 страниц ученических тетрадей в 1934 году посланы в Московское издательство. Повесть была одобрена, и автор вызван в Москву, где под руководством опытного редактора работал над её завершением. В 1935 году эта повесть под названием «Застоинцы» вышла в Московском издательстве художественной литературы. В начале пятидесятых годов писатель вернулся к повести «Застоинцы». После трех лет напряженного труда, используя советы читателей и собственные наблюдения, он написал на её основе роман «Голубая Елань», значительно расширив произведение, введя новые главы, углубив характеры.
Кроме прозы, Иван Терентьевич Коробейников писал пьесы, басни, стихи, рецензии.
Известно о его «Записках старого врача», о пьесах «Жди меня», «Сестра». Пьеса «Взволнованная глубинка» написана в соавторстве с поэтом Яковом Терентьевичем Вохменцевым.

## Награды и премии
- Орден Трудового Красного Знамени
- Юбилейная медаль «За доблестный труд. В ознаменование 100-летия со дня рождения Владимира Ильича Ленина»
- Медаль «За доблестный труд в Великой Отечественной войне 1941—1945 гг.»

## Семья
- Отец, осиротевший в раннем детстве, воспитывался в земском ремесленном училище, знал ремёсла: столярное, переплетное и сапожное. Всю жизнь занимался последним, как самым необходимым в условиях деревни. В земельное общество принят не был и до Октябрьской революции ходил в «разночинцах», был заядлый книгочей. Иван Терентьевич тринадцатый ребёнок в семье[3].
- Жена — Лариса Ивановна Коробейникова, учительница.
- Дети: Татьяна, Лидия, Михаил, Николай, Ольга, Лариса, Дмитрий и Сергей[4].

## Память
По решению Островского сельсовета на доме № 27 по улице Северной 15 апреля 2008 года открыта мемориальная доска, которая гласит: «В этом доме с 1951 по 1975 год жил писатель Коробейников Иван Терентьевич». Сейчас здесь живёт один из его сыновей — Михаил.

## Сочинения
В 1926 году напечатан первый рассказ «Матя-охотник» в Уральской областной (Свердловск) комсомольской газете «На смену». Произведения печатались в альманахе «Стихи и проза» (Челябинск) и в газетах «Челябинский рабочий», «Красный Курган» и «Юргамышский колхозник».

### Книги
- Коробейников И.Т. Застоинцы. Роман. — М.: Гослитиздат, 1935. — 207 с. — 5000 экз.[7]
- Коробейников И.Т. Голубая Елань. Роман. — Курган: Красный Курган, 1956. — 366 с. — 15 000 экз.[8]
- Коробейников И.Т. Голубая Елань. Роман. — 2-е изд. — Курган: Советское Зауралье, 1961. — 366 с. — 15 000 экз.[9]
- Коробейников И.Т. Голубая Елань. Роман. — Челябинск: Южно-Уральское книжное издательство, 1964. — 511 с. — 30 000 экз.[10]
- Коробейников И.Т. Голубая Елань. Роман. — Челябинск: Южно-Уральское книжное издательство, 1969. — 616 с. — 65 000 экз.[11]
- Коробейников И.Т. Голубая Елань. Роман. — Свердловск: Средне-Уральское книжное издательство, 1974. — 463 с. — 50 000 экз.[12]